# جاناتان مارتین (بازیکن فوتبال)
جاناتان مارتین (انگلیسی: Jonathan Martín؛ زادهٔ ۶ مارس ۱۹۸۱) بازیکن فوتبال اهل اسپانیا است.
از باشگاه‌هایی که در آن بازی کرده‌است می‌توان به باشگاه فوتبال رئال وایادولید اشاره کرد.